# Смышляев, Афанасий Спиридонович
Афанасий Спиридонович Смышляев (1918—1945) — старший сержант Рабоче-крестьянской Красной Армии, участник Великой Отечественной войны, Герой Советского Союза (1945).

## Биография
Афанасий Смышляев родился в 1918 году на станции Овчинниково (ныне — Косихинский район Алтайского края). Окончил неполную среднюю школу. В 1939 году Смышляев был призван на службу в Рабоче-крестьянскую Красную Армию. С начала Великой Отечественной войны — на её фронтах.
К марту 1945 года старший сержант Афанасий Смышляев командовал отделением 1288-го стрелкового полка 113-й стрелковой дивизии 57-й армии 3-го Украинского фронта. Отличился во время освобождения Венгрии. 7 марта 1945 года Смышляев участвовал в отражении немецкой контратаки в районе венгерского села Яко, был ранен, но остался в строю. В критический момент боя он бросился с гранатой под немецкий танк, ценой своей жизни уничтожив его. 
Указом Президиума Верховного Совета СССР от 29 июня 1945 года старший сержант Афанасий Смышляев посмертно был удостоен высокого звания Героя Советского Союза. Также был награждён орденами Ленина и Славы 3-й степени.
Подвиг Смышляева упоминается при показе военной хроники в конце пятой серии телефильма «Семнадцать мгновений весны».